# Marcel Tauschek
Marcel Tauschek (* 1996 in Heilbronn) ist ein deutscher Koch.

## Werdegang
Nach seiner Ausbildung im Restaurant Nuvolari bei Heilbronn wechselte er zum The Post in Berlin, zum Hotel Traube Tonbach in Baiersbronn, zum Vlet in der Speicherstadt in Hamburg. Ab Dezember 2018 kochte er im Restaurant Jellyfish bei Stefan Barnhusen in Hamburg (ein Michelinstern) und im April 2019 im Weinsinn in Frankfurt bei Julian Stowasser (ein Michelinstern).
Im April 2020 wurde er Souschef mit der Eröffnung des Restaurants Mountain Hub Gourmet bei Stefan Barnhusen im Hilton Munich Airport, das 2022 mit einem Michelinstern ausgezeichnet wurde.
Im Januar 2023 wurde er Küchenchef im Mountain Hub Gourmet, das 2023 unter ihm erneut mit einem Michelinstern ausgezeichnet wurde.

## Auszeichnungen
- 2023: Ein Michelinstern für das Restaurant Mountain Hub Gourmet im Hilton Munich Airport[9]